# Nový Telečkov

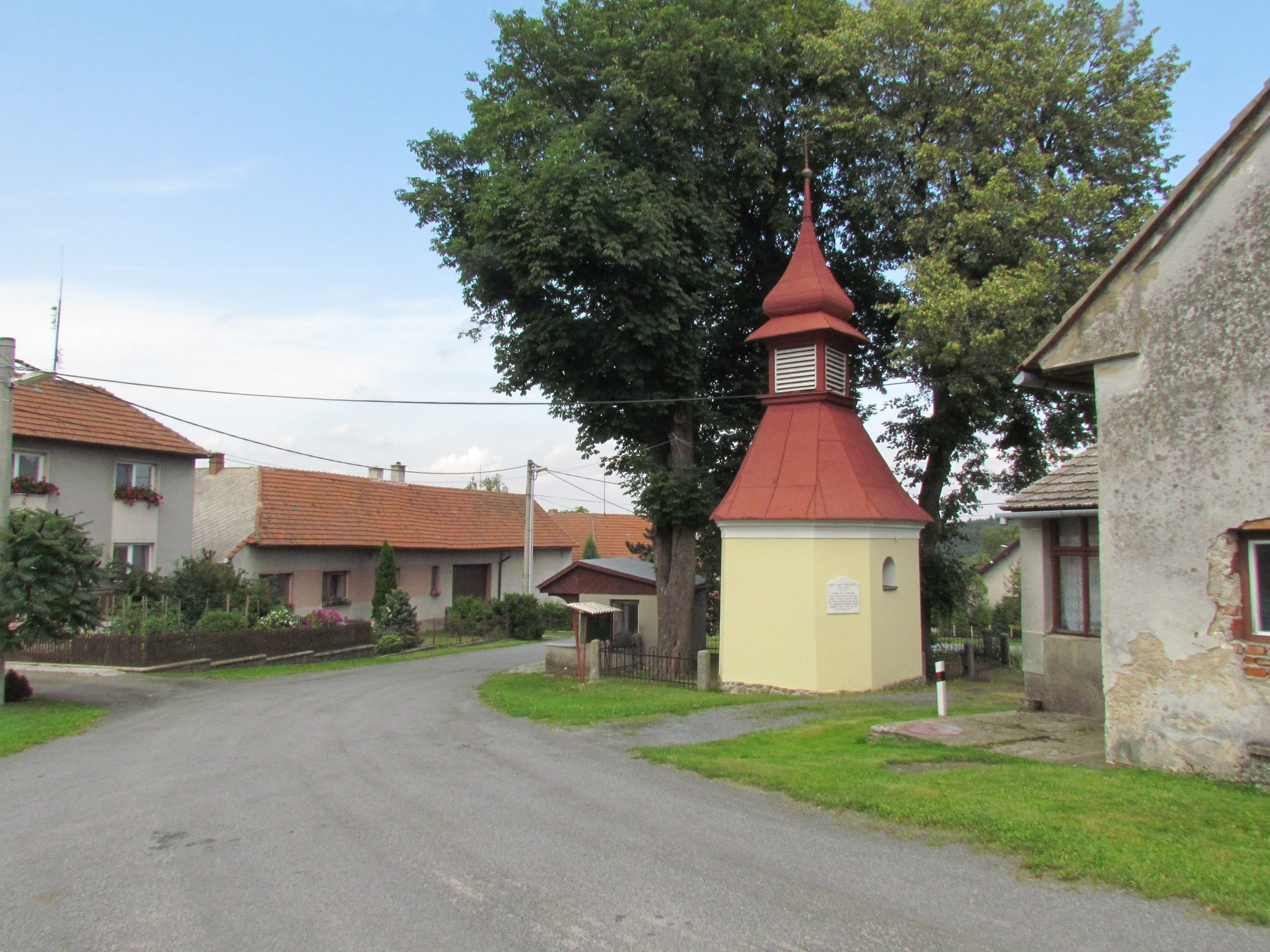
Dorfplatz mit Kapelle der Jungfrau Maria

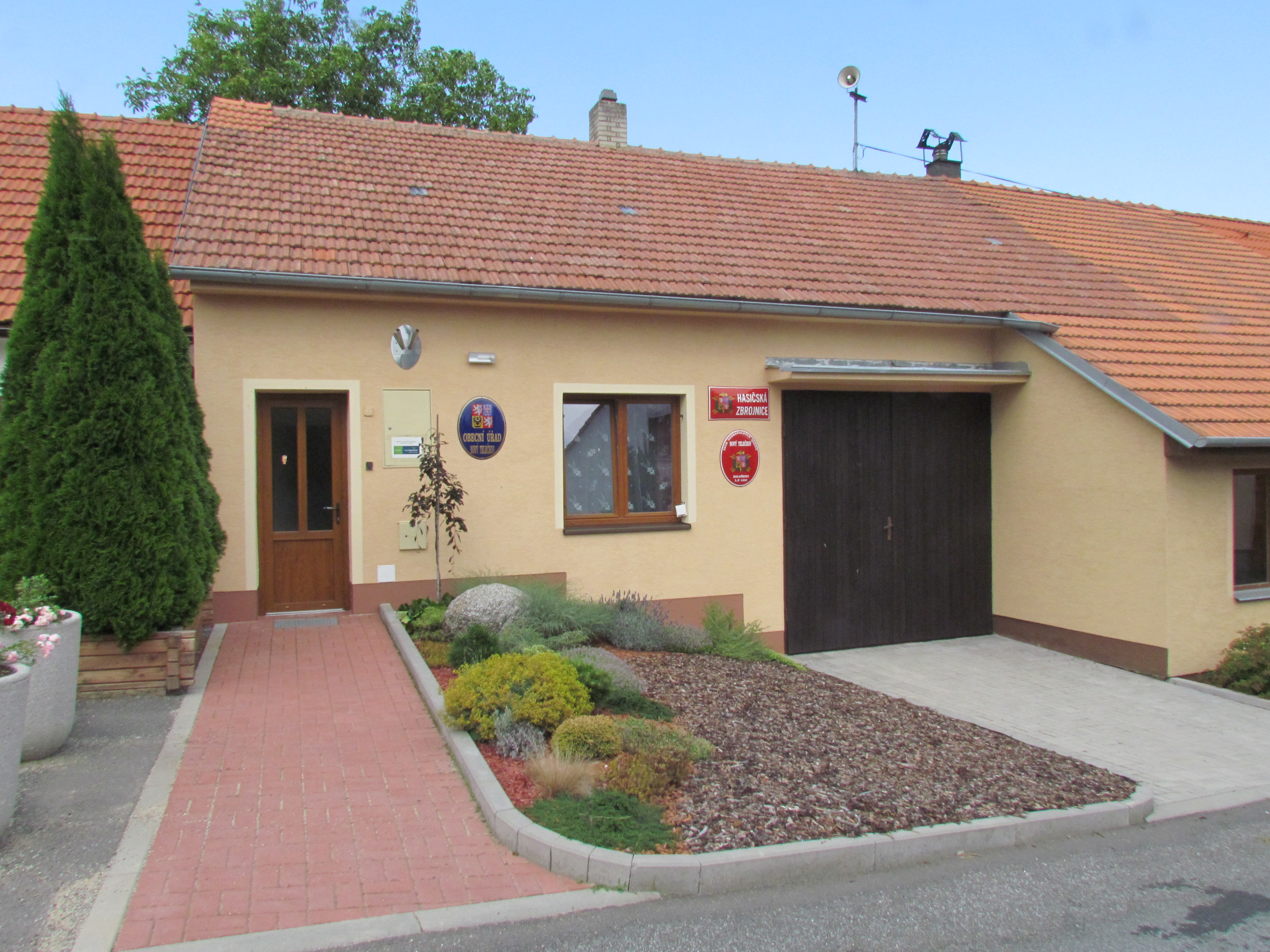
Gemeindeamt

Nový Telečkov (deutsch Neu Teletschkau) ist eine Gemeinde in Tschechien. Sie liegt sieben Kilometer südwestlich von Velké Meziříčí und gehört zum Okres Třebíč.

## Geographie
Nový Telečkov befindet sich an einer Anhöhe in der Křižanovská vrchovina (Krischanauer Bergland) im Süden der Böhmisch-Mährischen Höhe. Westlich des Dorfes entspringt der Bach Heřmanický potok, gegen Osten liegt das Tal der Oslavička. Östlich erhebt sich die Rubačka (585 m n.m.), im Südosten die Hodovská horka (581 m n.m.) und der Vlčatínský vrch (590 m n.m.), südlich der Telečkov (604 m n.m.), im Südwesten der Na Hlavinách (606 m n.m.) sowie westlich die Okulky (582 m n.m.).  
Nachbarorte sind Uhřínov im Norden, Čermákův Mlýn, Baliny und Ovčírna im Nordosten, Osové und Oslavička im Osten, Vlčatín im Südosten, Rudíkov im Süden, Hroznatín, Benetice und Batouchovice im Südwesten, Bochovice im Westen sowie Horní Heřmanice im Nordwesten.

## Geschichte
Es wird angenommen, dass der Rundling Telečkov in der zweiten Hälfte des 12. Jahrhunderts gegründet wurde. Die erste schriftliche Erwähnung des Dorfes erfolgte wahrscheinlich 1236 in der Bestätigungsurkunde des Markgrafen Přemysl über die Schenkung von zwei Dörfern durch Hermann von Rudíkov an die Zisterzienserinnenabtei Marienthal bei Oslavany. Jedoch ist auf dem beschädigten Pergament nur der Ortsname Rudíkov deutlich lesbar; der Name des anderen Dorfes wurde von verschiedenen Forschern als Mreczkov, Modlíkov oder Přeckov interpretiert, jedoch lagen Orte dieses Namens entweder nicht in der Gegend oder gehörten zu keiner Zeit zum Marienthaler Kloster. Zum Ende des 20. Jahrhunderts identifizierte der Forscher Jindřich Šilhan den auf der Urkunde genannten Ortsnamen als Telečkov.
Wahrscheinlich während der Hussitenkriege oder des Böhmisch-ungarischen Krieges gelangte das Dorf an die Herrschaft Meziříčí. Schriftliche Nachrichten über das Dorf aus dieser Zeit existieren nicht; erst im Jahre 1496 wurde Teleczkov im Zuge einer Klage des Jan von Lomnitz auf Meziříčí gegen die Marienthaler Äbtissin Katharina wegen der Zehntansprüche wieder erwähnt. 1540 wurde Telečkov an Wolfgang Kraiger von Kraigk verpfändet. Dieser verkaufte das Dorf im Jahre 1557 zusammen mit dem Kirchenpatronat in Rudíkov für 115 Schock Böhmische Groschen an Sigmund Heldt von Kement auf Meziříčí. Zur Unterscheidung von einer gleichnamigen Ortschaft wurde das Dorf seit dem 17. Jahrhundert als Dolní Telečkov – später als Nový Telečkov bezeichnet. Im Theresianischen Kataster von 1749 sind elf Bauern namentlich aufgeführt. 1770 erfolgte auf Anordnung der böhmische Königin Maria Theresia die Nummerierung der Häuser. 1815 wurde in Horní Heřmanice eine Schule eröffnet, die auch die Kinder aus Nový Telečkov und weiteren Dörfern besuchten. Am 28. Oktober 1832 erfolgte die Weihe der Dorfkapelle sowie eines großen Steinkreuzes an der Straße nach Oslavice.
Im Jahre 1842 bestand das im Iglauer Kreis gelegene Dorf Neu-Teletschkau bzw. Telečkow nowy aus 22 Häusern, in denen 139 Personen lebten. Neu-Teletschkau umfasste je 11 Bauernstellen und Häusler. Pfarrort war Rudikau. Bis zur Mitte des 19. Jahrhunderts blieb Neu-Teletschkau der Herrschaft Meziříčí untertänig.
Nach der Aufhebung der Patrimonialherrschaften bildete Nový Telečkov / Neu Teletschkau ab 1849 einen Ortsteil der Gemeinde Horní Heřmanice im Gerichtsbezirk Groß Meseritsch. 1865 zerstörte ein Großfeuer vier Häuser. Ab 1869 gehörte Nový Telečkov zum Bezirk Groß Meseritsch. Zu dieser Zeit hatte das Dorf 141 Einwohner und bestand aus 23 Häusern. Im Jahre 1900 lebten in Nový Telečkov 137 Personen; 1910 waren es 142. Nachdem 1908 mehrere Häuser am Dorfplatz niedergebrannt waren, überließ der Bürgermeister Dvořák seine Felder hinter dem Dorf zum Bau neuer Häuser. Jedoch wurden die Häuser am Dorfplatz wiederaufgebaut, auf den Dvořákschen Feldern entstanden lediglich einige Scheunen. Beim Zensus von 1921 lebten in den 23 Häusern des Dorfes 149 Tschechen. 1924 löste sich Nový Telečkov von Horní Heřmanice los und bildete eine eigene Gemeinde. Im Jahre 1930 bestand Nový Telečkov aus 24 Häusern und hatte 144 Einwohner. Zwischen 1939 und 1945 gehörte Nový Telečkov / Neu Teletschkau zum Protektorat Böhmen und Mähren. Im Jahre 1950 hatte das Dorf 143 Einwohner. Die Freiwillige Feuerwehr wurde 1950 gegründet. Im Zuge der Gebietsreform von 1961 und der Aufhebung des Okres Velké Meziříčí wurde die Gemeinde dem Okres Třebíč zugewiesen. Zugleich wurden Oslavička und Ovčírna eingemeindet. 1980 erfolgte die Eingemeindung nach Rudíkov. Seit 1990 besteht die Gemeinde Nový Telečkov wieder. Beim Zensus von 2001 lebten in den 30 Häusern von Nový Telečkov 112 Personen.

## Sehenswürdigkeiten
- Kapelle der Jungfrau Maria, auf dem Dorfplatz, erbaut 1832. Vor der Kapelle steht ein gußeisernes Kreuz auf steinernem Sockel.
- Mehrere Wegkreuze
- Aussichtsturm Rubačka, östlich des Dorfes